# Herwig Haase

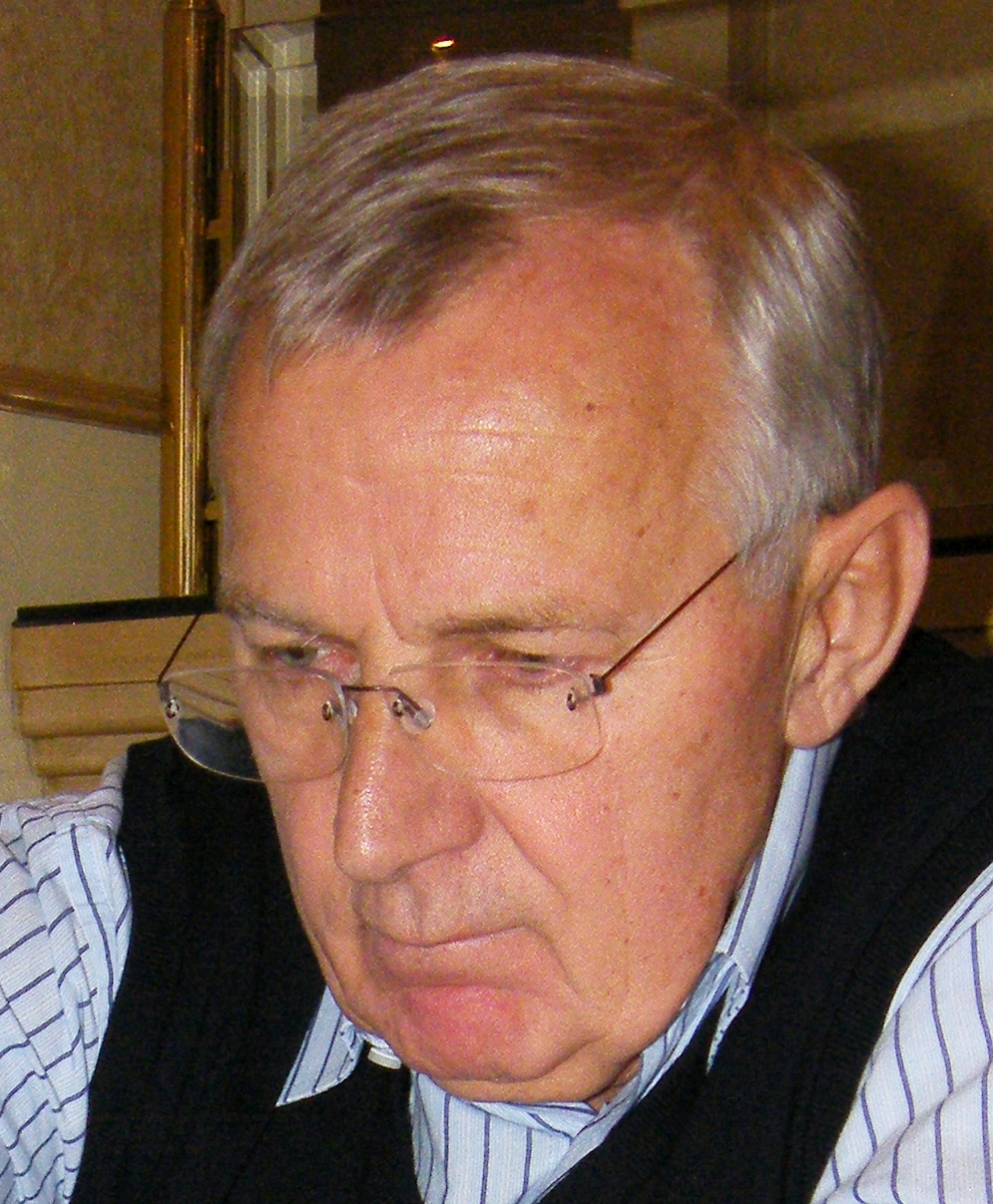
Berlin 2010

Herwig Erhard Haase (* 15. Januar 1945 in Hohensalza, Westpreußen) ist ein deutscher Volkswirt und CDU-Politiker.

## Leben
Haases Eltern waren der seit 1945 vermisste Arzt Erhard Haase, Sohn des Pastors Daniel Haase, und dessen Ehefrau Ella, eine Lehrerin. Aus Herwig Haases Ehe mit Christa gingen zwei Kinder hervor.
Nach dem 1964 am Johanneum zu Lüneburg abgelegten Abitur studierte er Wirtschafts- und Sozialwissenschaften an der Freien Universität Berlin (FU Berlin) und legte 1969 das Examen als Diplom-Volkswirt ab. Von 1970 bis 1971 war er Wissenschaftlicher Assistent am Zentralinstitut für Sozialwissenschaftliche Forschung der FU Berlin (1976 Promotion) und ab 1972 Wissenschaftlicher Leiter einer Forschungsabteilung bei der Britischen Militärregierung. Von 1977 bis 1990 war Herwig Haase erst Wissenschaftlicher Mitarbeiter und nach der Habilitation 1987 Privatdozent am Osteuropa-Institut der Freien Universität Berlin. Daran anschließend war er ab 1990 Professor für Volkswirtschaftslehre an der Europäischen Wirtschaftshochschule Berlin (EAP), der heutigen ESCP Europe. Haase ist Gründungsdekan des Touro College Berlin.

## Politik
Seinen Interessen und von Ludwig Erhard beeinflussten Grundsätzen entsprechend wurde Haase Mitglied im Ring Christlich-Demokratischer Studenten sowie dem Berliner Studentenparlament. Haase, der 1967 in die CDU eintrat, wurde 1979 zum Mitglied der Bezirksverordnetenversammlung Tempelhof gewählt. Er rückte im Januar 1983 für den ausgeschiedenen Peter Rzepka ins Abgeordnetenhaus von Berlin nach, welchem er bis zur Berlinwahl 1999 als Mitglied der CDU-Fraktion angehörte. Als Vertreter seiner Fraktion war er unter anderem Vorsitzender des Haupt- sowie beim Fall der Berliner Mauer des Wirtschaftsausschusses.
Im ersten Gesamtberliner Senat unter Eberhard Diepgen wurde Haase 1991 als Senator für Verkehr und Betriebe des Landes Berlin gewählt. Unter seiner Leitung wurden städtische Betriebe zusammengeführt, von Eigenbetrieben in Anstalten öffentlichen Rechts umgewandelt und durch tiefgreifende Reformen mit weniger Beschäftigten auf die Bewältigung der neuen Herausforderungen vorbereitet. Vergleichbare Umwälzungen werden durch den Stadtentwicklungsplan Verkehr, die Umsetzung des Eisenbahnkonzepts mit großen Bauprojekten, der Bevorzugung für den öffentlichen Nahverkehr sowie auch die Umbenennungen von Straßen nach der Hauptstadtentscheidung begonnen.
Aus diesem Amt schied er durch Rücktritt vor der konstituierenden Sitzung des 13. Berliner Abgeordnetenhauses aus, da er am 30. November 1995 zum neuen Präsidenten des Abgeordnetenhauses gewählt wurde. Gegenüber dem bisherigen Senat Diepgen III war der Senat Diepgen IV verkleinert worden; die Ressorts Verkehr und Betriebe wurden den Senatsverwaltungen für Bauen und Wohnen (Verkehr) sowie für Wirtschaft (Betriebe) unterstellt.
Während seiner Präsidentschaft strebte er an, die immer noch von der Teilung geprägten Menschen zusammenzuführen. Besonders hat ihn 1996 das Scheitern der Länderfusion Berlin-Brandenburg enttäuscht. Er verzichtete 1999 auf eine erneute Kandidatur für Parlament und Präsidentenamt und schied im November des Jahres aus beiden Ämtern aus. Während seiner Amtszeiten wurde Haase regelmäßig, teilweise sehr heftig, kritisiert.

## Wissenschaft
Nach seinem Abschied von der Politik kehrte Herwig Haase an die heutige ESCP Europe zurück und bekleidete von 1999 bis 2002 das Amt des Prorektors. Von 2002 bis 2009 stand Haase als Rektor der Hochschule vor.
Er baute die Hochschule weiter aus durch neue Berufungen, Master-Programme (unter anderem für Zentraleuropa mit Hochschulen in Posen, Bratislava, Tartu, Budapest und Kiew) sowie einen Promotionsstudiengang Berlin.
Daneben übernahm er die ehrenamtlichen Aufgaben eines Gründungsdekans (2003–2006) des deutsch-amerikanischen, christlich-jüdischen Touro Colleges. Nach seinem Eintritt in den Ruhestand (2010) fungiert er bis 2017 als Vorstandsvorsitzender der Studienstiftung des Abgeordnetenhauses von Berlin.

## Schriften
Das Schriftenverzeichnis von Herwig E. Haase umfasst über 50 Veröffentlichungen, die überwiegend vor seinem politischen Lebensabschnitt verfasst wurden und über Handbücher der Finanzwissenschaft (HdF), Öffentlichen Betriebswirtschaft (HWÖ) und des Steuerrechtes (HWStR) hinausgehen, wie:
- The European Attractiveness Scoreboard, eds. Invest in France Agency, Invest in Germany, Paris-Berlin 2008, 2nd edition (online als PDF; 2,2 MB).
- Marktwirtschaft und Planwirtschaft. Ein enzyklopädisches Wörterbuch. Deutsch – englisch – russisch. (= Market Economy and Planned Economy: An Encyclopaedic Dictionary). Saur, München 1999.
- Direct Taxes in East and West. In: Bulletin for international fiscal documentation, Vol. 41(1987), No. 7, pp 304–317.
- Hauptsteuern im sozialistischen Wirtschaftssystem, Duncker & Humblot, Berlin 1980.
- La Hacienda Pública en la República Democratica de Alemania. In: Hacienda Pública Espanola, 1980, No. 66, pp. 129–142.
- Development Trends in the GDR Economy during the 1980’s – A Prognosis of its Problems (Berichte des Osteuropa-Instituts an der FU Berlin, Heft 124a), Berlin 1980.
- Das Wirtschaftssystem der DDR. Eine Einführung, Berlin Verlag, Berlin 1990, 2. Aufl.